# Lucy-sur-Yonne
Lucy-sur-Yonne [lysi syʁ jɔn] ist eine französische Gemeinde mit 119 Einwohnern (Stand 1. Januar 2022) im Département Yonne in der Region Bourgogne-Franche-Comté (vor 2016 Bourgogne). Sie gehört zum Kanton Joux-la-Ville im Arrondissement Auxerre.

## Geographie
Lucy-sur-Yonne liegt etwa 32 Kilometer südlich von Auxerre am Canal du Nivernais. Die Yonne begrenzt die Gemeinde im Norden. Umgeben wird Lucy-sur-Yonne von den Nachbargemeinden Crain im Norden, Lichères-sur-Yonne im Osten und Südosten, Pousseaux im Süden und Westen sowie Coulanges-sur-Yonne im Nordwesten.

## Bevölkerungsentwicklung

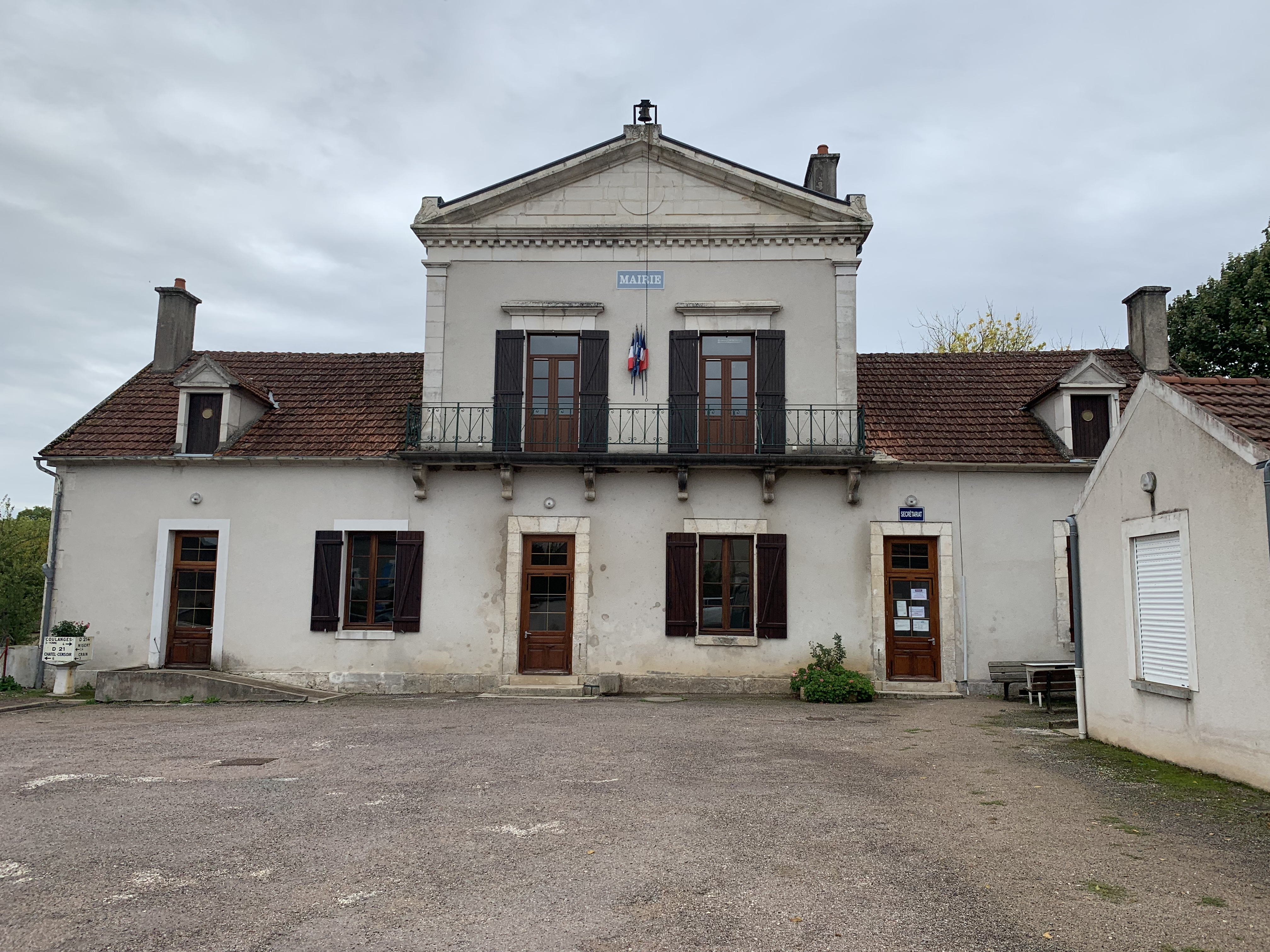
Mairie (Rathaus)

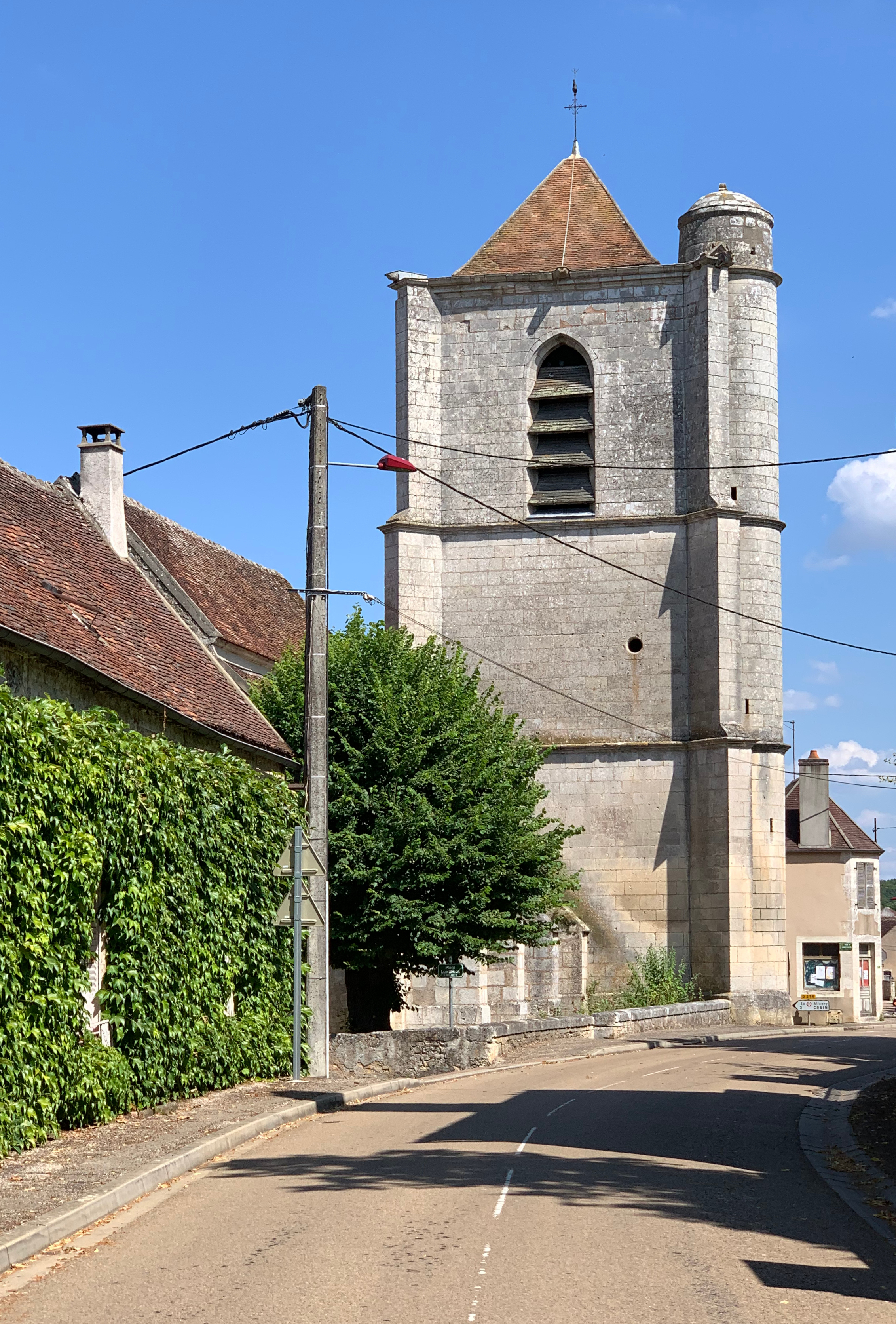
Kirche Notre-Dame

| Jahr                       | 1962 | 1968 | 1975 | 1982 | 1990 | 1999 | 2006 | 2018 | 2020 |
| Einwohner                  | 168  | 148  | 156  | 180  | 162  | 135  | 150  | 127  | 119  |
| Quellen: Cassini und INSEE |      |      |      |      |      |      |      |      |      |

## Sehenswürdigkeiten
- Kirche Notre-Dame aus dem 11./12. Jahrhundert, seit 1912 Monument historique

## Verkehr
In Lucy-sur-Yonne kreuzen sich die Departementsstraßen D 21 und D 214. Die nächstgelegene Hauptverkehrsachse ist die Nationalstraße N 151 in Coulanges-sur-Yonne.
Der Ort hatte eine Bahnstation an der Bahnstrecke Laroche-Migennes–Cosne, die in diesem Bereich am 4. Juli 1870 durch die Compagnie des chemins de fer de Paris à Lyon et à la Méditerranée (PLM) eröffnet wurde. Aktuell ist die Station stillgelegt, nächste Haltepunkte der Personenzüge des TER Bourgogne-Franche-Comté sind Coulanges-sur-Yonne und Châtel-Censoir. 